# توکانچه ویتلی
توکانچه ویتلی(نام علمی: Aulacorhynchus whitelianus) نام یک گونه از تیره توکان است.